# Архијерејско намјесништво прњаворско
Архијерејско намјесништво прњаворско обувата подручје града Прњавора и општине Челинац.

## Историјат

### Протопрезвитерат прњаворски (1900)
Према Првом шематизму православне српске митрополије Бањалучко-Бихаћке за 1901. годину, Прњавор је припадао Протопрезвитерату прњаворском. Указом о формирању Бихаћке епархије (1924) Протопрезвитерат прњаворски припада Бањалучкој епархији.

## Парохије, сједиште и области
Архијерејско намјесништво прњаворско има 19 парохија и обухвата територију града Прњавора, али и дио села у општини Челинац, Лакташима и општини Теслић.
| Парохија          | Адреса сједишта парохије                                    | Области |
| ----------------- | ----------------------------------------------------------- | --- |
| Бранешци          | 78243 Стара Дубрава, Доњи Бранешци 149                      | Горњи Бранешци, Доњи Бранешци, Брезичани у општини Челинац и Шаринци Прњавор – дио. |
| Велика Илова      | 78433 Шибовска, Велика Илова бб                             | Велика Илова, Горња Илова и Печенег Илова. |
| Вијачани          | 78432 Доњи Вијачани бб                                      | Доњи Вијачани, Брезик, Горња Мравица, Дренова (Прњавор), Лишња – дио (Дудевац) и Шаринци – дио (Цикоте). |
| Гаљиповци         | 78434 Насеобина Лишња, Гаљиповци бб,                        | Горњи Гаљиповци, Доњи Гаљиповци и Ратковац – дио. |
| Кокори            | 78435 Поточани, Кокори бб                                   | Кокори, Вршани, Скакавци и Чивчије, Рајчевци у Лакташима, Лађевци (Челинац) у Челинцу. |
| Кремна – Вучијак  | 78430 Прњавор, Кремна бб                                    | Кремна, Јасик и Лужани. |
| Кулаши            | 78443 Кулаши                                                | Кулаши, Горњи Вијачани – дио и Поповићи. |
| Манастир Ступље   | 78243 Стара Дубрава, Горњи Вијачани бб                      | Горњи Вијачани - дио. |
| Насеобина Лишња   | 78434 Насеобина Лишња                                       | Насеобина Лишња, Млинци, Мрачај, Отпочиваљка, Павлово Брдо, Парамије, Срповци и Чорле. |
| Палачковци        | 78433 Шибовска, Горњи Палачковци бб                         | Горњи Палачковци, Доњи Палачковци, Горњи Смртићи и Доњи Смртићи. |
| Поточани          | 78435 Поточани 77                                           | Поточани, Гусак, Дрењик, засеок у Хрваћанима, Прњавор, Ново Село, Орашје, Просјек и Црквена. |
| Прњавор           | 78430 Прњавор, Хиландарска 1                                | Двије парохије. Прва парохија Прњавор чине Прњавор – дио са селима: Грабик Илова, Прњавор, Долине, Прњавор, Караћ, Прњавор и Маћино брдо, Прњавор Друга парохија Прњавор чине Прњавор – дио и село Бабановци, Прњавор. |
| Слатина – Прњавор | 78430 Прњавор, Николе Тесле 6 78430 Прњавор, Николе Тесле 2 | Двије парохије. Прва парохија, чини је насеље Слатина – дио са селима: Душанићи и Ратковац, Прњавор – дио. Друга парохија, чини је насеље Слатина – дио са селима: Доња Мравица, Прњавор и околица – дио.              |
| Стара Дубрава     | 78243 Стара Дубрава                                         | Стара Дубрава, општина Челинац, Горњи Вијачани – дио, Велика Сњеготина, Парлози, Теслић и Средња Сњеготина, Прњавор.                                                                                                   |
| Хрваћани          | 78436 Хрваћани, Нaсеобина Хрваћани бб                       | Насеобина Хрваћани. |
| Шибовска          | 78433 Шибовска                                              | Шибовска, Доња Илова, Калабе и Шерег Илова. |
| Штрпци            | 78439 Штрпци                                                | Горњи Штрпци и Доњи Штрпци. |

## Храмови у парохијама

### Манастири
- Манастир Ступље

### Списак православних вјерских објеката и мјеста у коме се налазе
| Ред. бр. | Парохија           | Име православног вјерског објекта                               | Освећен    | Мјесто                                  | Напомена        |
| -------- | ------------------ | --------------------------------------------------------------- | ---------- | --------------------------------------- | --------------- |
| 1.       | Бранешци           | Црква Светог великомученика Прокопија у Доњим Бранешцима        | 2000.      | Доњи Бранешци, Челинац                  | Парохијски храм |
| 2.       | Бранешци           | Црква Свете тројице у Горњим Бранешцима                         | 2004.      | Горњи Бранешци, Челинац                 | Филијални храм  |
| 3.       | Бранешци           | Црква Свете тројице у Брезичанима                               | 2010.      | Брезичани, Челинац                      | Филијални храм  |
| 4.       | Бранешци           | Црква Светог великомученика Пантелејмона у Доњим Бранешцима     | у изградњи | Доњи Бранешци, Челинац                  | Гробљански храм |
| 5.       | Велика Илова       | Црква Силаска Светог Духа на апостоле у Великој Илови           | 2000.      | Велика Илова, Прњавор                   | Парохијски храм |
| 6.       | Велика Илова       | Црква Вазнесења Господњег у Горњој Илови                        | у изградњи | Горња Илова, Прњавор                    | Гробљански храм |
| 7.       | Вијачани           | Црква Успења Пресвете Богородице у Доњим Вијачанима             | 2004.      | Доњи Вијачани                           | Парохијски храм |
| 8.       | Вијачани           | Црква Светог цара Константина и царице Јелене у Лишњи           | 2007.      | Лишња, Прњавор                          | Филијални храм  |
| 9.       | Вијачани           | Црква Светог пророка Илије у Горњој Мравици                     | у изградњи | Горња Мравица, Прњавор                  | Филијални храм  |
| 10.      | Вијачани           | Црква Светог великомученика Пантелејмона у Доњим Вијачанима     | 2011.      | Доњи Вијачани, Прњавор                  | Гробљански храм |
| 11.      | Вијачани           | Црква Свете еликомученице Марине у Доњим Вијачанима             | 2007.      | Доњи Вијачани, Прњавор                  | Гробљански храм |
| 12.      | Гаљиповци          | Црква Светог великомученика Пантелејмона у Гаљиповцима          | 2007.      | Гаљиповци, Прњавор                      | Парохијски храм |
| 13.      | Кокори             | Црква Светог пророка Илије у Кокорима                           | 2000.      | Кокори, Прњавор                         | Парохијски храм |
| 14.      | Кокори             | Црква Светог цара Константина и царице Јелене у Лађевцима       | 2010.      | Лађевци, Челинац                        | Филијални храм  |
| 15.      | Кокори             | Црква Светог архангела Гаврила у Вршанима                       | 2012.      | Вршани, Прњавор                         | Филијални храм  |
| 16.      | Кокори             | Црква Светог великомученика Георгија у Вршанима                 | 2014.      | Вршани, Прњавор                         | Филијални храм  |
| 17.      | Кокори             | Црква Покрова Пресвете Богородице у Чивчијама                   | у изградњи | Чивчије, Прњавор                        | Филијални храм  |
| 18.      | Кремна - Вучијак   | Црква Светог великомученика кнеза Лазара у Вучијаку             | 2000.      | Кремна, засеок Вичијак, Прњавор         | Парохијски храм |
| 19.      | Кремна - Вучијак   | Црква Свете великомученице Марине у Кремни                      | 1996.      | Кремна, Прњавор                         | Филијални храм  |
| 20.      | Кремна - Вучијак   | Црква рођења Пресвете Богородице у Лужанима                     | 2003.      | Лужани, Прњавор                         | Гробљански храм |
| 21.      | Кулаши             | Црква Свeтог архангела Гаврила у Кулашима                       | 1997.      | Кулаши, Прњавор                         | Парохијски храм |
| 22.      | Кулаши             | Црква Светог Киријака Отшелника у Поповићима                    | 2003.      | Поповићи, Прњавор                       | Филијални храм  |
| 23.      | Кулаши             | Црква Васкрсења Господњег у Ћућема                              | 1988.      | Кулаши, засеок Ћуће, Прњавор            | Гробљански храм |
| 24.      | Кулаши             | Црква Вазнесења Господњег у Горњим Вијачанима – Живковој Страни | 2000.      | Горњи Вијачани, Прњавор                 | Гробљански храм |
| 25.      | Манастир Ступље    | Црква Светог архангела Михаила у манастиру Ступље               | 2014.      | Горњи Вијачани, Прњавор                 | Парохијски храм |
| 26.      | Манастир Ступље    | Црква Свете Тројице у Горњим Вијачанима                         | 2012.      | Горњи Вијачани, Прњавор                 | Филијални храм  |
| 27.      | Насеобина Лишња    | Црква Светог апостола и јеванђелиста Марка у Насеобини Лишња    | 2011.      | Насеобина Лишња, Прњавор                | Парохијски храм |
| 28.      | Насеобина Лишња    | Црква Покрова Пресвете Богородице у Отпочиваљки                 |            | Отпочиваљка, Прњавор                    | Филијални храм  |
| 29.      | Насеобина Лишња    | Црква Вазнесења Господњег у Чорлама                             | у изградњи | Чорле, Прњавор                          | Гробљански храм |
| 30.      | Насеобина Хрваћани | Црква Покрова Пресвете Богородице у Насеобини Хрваћани          | 1988.      | Насеобина Хтваћани, Прњавор             |                 |
| 31.      | Палачковци         | Црква Светог Василија Острошког у Горњим Палачковцима           | 1987.      | Горњи Палачковци, Прњавор               | Парохијски храм |
| 32.      | Палачковци         | Црква брвнара у Горњим Палачковцима                             | 2000.      | Горњи Палачковци, Прњавор               | Филијални храм  |
| 33.      | Палачковци         | Црква Светог великомученика Прокопија у Горњим Смртићима        | 1989.      | Горњи Смртићи, Прњавор                  | Гробљански храм |
| 34.      | Палачковци         | Црква Вазнесења Господњег у селу Доњи Палачковци                | 2012.      | Доњи Палачковци, Прњавор                | Гробљански храм |
| 35.      | Палачковци         | Црква Свете великомученице Марине у Доњим Смртићима             | 2014.      | Доњи Смртићи, Прњавор                   | Гробљански храм |
| 36.      | Поточани           | Црква Свeтог цара Константина и царице Јелене у Поточанима      | 2004.      | Поточани, Прњавор                       | Парохијски храм |
| 37.      | Поточани           | Црква Светог великомученика Прокопија у Просјеку                | 1996.      | Просјек, Прњавор                        | Гробљански храм |
| 38.      | Поточани           | Црква Вазнесења Господњег у Црквеној                            | 2012.      | Црквена, Прњавор                        | Гробљански храм |
| 39.      | Поточани           | Црква Светог апостола и јеванђелиста Луке у Хрваћанима          | 2007.      | Хрваћани, засеок Дрењик, Прњавор        | Гробљански храм |
| 40.      | Прњавор            | Црква Светог великомученика Георгија у Прњавору                 | 1988.      | Прњавор                                 | Парохијски храм |
| 41.      | Прњавор            | Црква Вазнесења Господњег у Грабик Илови                        | 2005.      | Грабик Илова, Прњавор                   | Филијални храм  |
| 42.      | Слатина – Прњавор  | Црква Светог Саве у Слатини                                     | 2009.      | Слатина, Лакташи                        | Парохијски храм |
| 43.      | Слатина – Прњавор  | Црква Свете Марије Магдалине у Доњој Мравици                    | 2005.      | Доња Мравица, Прњавор                   | Гробљански храм |
| 44.      | Слатина – Прњавор  | Црква рођења Пресвете Богородице у Доњој Мравици                | 2006.      | Доња Мравица, Прњавор                   | Гробљански храм |
| 45.      | Стара дубрава      | Црква Вазнесења Господњег у Старој Дубрави                      | 2015.      | Дубрава Стара, Челинац                  | Парохијски храм |
| 46.      | Стара дубрава      | Црква Светог апостола Томе у Средњој Сњеготини                  | 1997.      | Средња Сњеготина, Челинац               | Филијални храм  |
| 47.      | Стара дубрава      | Црква Светог великомученика Димитрија у Старој Дубрави          | 2015.      | Дубрава Стара, Челинац                  | Гробљански храм |
| 48.      | Шибовска           | Црква Покров Пресвете Богородице у Шибовској                    | у изградњи | Шибовска, Прњавор                       | Парохијски храм |
| 49.      | Шибовска           | Црква Светог оца Николаја у Шибовској                           | 1995.      | Шибовска, Прњавор                       | Гробљански храм |
| 50.      | Шибовска           | Црква Светог пророка илије у Доњој Илови                        | 1973.      | Доња Илова, Прњавор                     | Гробљански храм |
| 51.      | Шибовска           | Црква Светог цара Константина и царице Јелене у Шерег Илови     | 1989.      | Шерег Илова, Прњавор                    | Гробљански храм |
| 52.      | Штрпци             | Црква Вазнесења Господњег у Горњим Штрпцима                     | 1995.      | Горњи Штрпци, Прњавор                   | Парохијски храм |
| 53.      | Штрпци             | Црква Свете Тројице у Доњим Штрпцима                            | 2001.      | Доњи Штрпци (заселак Подгајци), Прњавор | Филијални храм  |
| 54.      | Штрпци             | Црква Светог Василија Острошког у Горњим Штрпцима               | 2007.      | Горњи Штрпци (заселак Ружевци), Прњавор | Гробљански храм |
| 55.      | Штрпци             | Црква Светог Григорија Богослова у Доњим Штрпцима               | 2004.      | Доњи Штрпци (заселак Ганинци), Прњавор  | Гробљански храм |
| 56.      | Штрпци             | Црква Светог поророка Илије у Горњим Штрпцима                   | 2004.      | Горњи Штрпци, Прњавор                   | Гробљански храм |